# François Asselineau
François Asselineau (Parigi, 14 settembre 1947) è un politico e ufficiale francese.
Asselineau è stato attivo nel Rassemblement pour la France (RPF) e nell'Unione per un Movimento Popolare (UMP) prima di fondare il proprio partito, l'Unione Popolare Repubblicana (UPR) nel 2007. 
Il partito sostiene l'uscita della Francia dall'UE, dall'eurozona e dalla NATO. Asslineau si è candidato alle elezioni presidenziali del 2012 e del 2017, ottenendo lo 0,92% al primo turno.
François Asselineau è laureato presso l'HEC Paris e l'ENA.